# Sin-szallimanni
Sin-szallimanni (akad. Sîn-šallimanni, tłum. „Sinie, chroń mnie!”) – dostojnik za rządów asyryjskiego króla Aszur-nirari V (754-745 p.n.e.), gubernator prowincji Rasappa, sprawował urząd eponima (akad. limmu) w 747 r. p.n.e. Wzmiankowany jest on jedynie w asyryjskich listach eponimów oraz w pewnym dokumencie pochodzącym z Suhu, wedle którego wyprawił się ze swą armią przeciw Aramejczykom, ale ogarnął go strach i wycofał się. Informacje z dokumentu oraz brak jakichkolwiek innych wzmianek o tej postaci w oficjalnych źródłach asyryjskich skłoniły niektórych uczonych do postawienia tezy, iż po nieudanej wyprawie wojennej mógł on zostać usunięty z urzędy, a być może nawet stracony.